# Música de la bohemia tradicional de Vaparaíso
La Música de la bohemia tradicional de Valparaíso (MBTV) es una manifestación artística de la sociedad y cultura porteña. Está asociada al mundo bohemio desarrollado en las distintas quintas de recreo, bares, y restaurantes de la ciudad de Valparaíso, Chile. Fue declarada patrimonio cultural inmaterial por el Ministerio de Cultura, las Artes y el Patrimonio el 25 de abril de 2019.
Los principales géneros musicales que se exponen en esta manifestación son el tango, el bolero, y el vals aunque se relaciona también con la cueca ya que comparten elementos sociales, materiales, económicos y espaciales.

## Historia
El siglo XX para Valparaíso fue un periodo de vida artística intensa, en donde predominaba el folclor y la música popular en las distintas fiestas familiares como saraos y tertulias. Además llegaban músicos y músicas de todas partes del mundo a presentar espectáculos de ópera, zarzuela y teatro siendo Valparaíso la puerta de entrada para estas presentaciones que llegaban al continente y se dirigían a Lima.
Los cultores de esta manifestación se dividen según su etapa del desarrollo, espacio de desarrollo, legitimación entre pares y actividad permanente, en 3 grupos:
- Generación emblemática("Los Viejos Cracks"): Son cultores nacidos dentro del segundo cuarto del siglo XX, la comunidad les valora por su conocimiento y experiencia, ya que vivieron el periodo de apogeo de la Música de la Bohemia Tradicional de Valparaíso.
- Generación transicional: Son cultores que vivieron su juventud durante el periodo de dictadura cívico-militar y tienen alguna relación de parentesco o cercanía con la generación anterior.
- Generación Joven (Nuevas Expresiones de desarrollo de la MBTV): Nacidos en las décadas de los 80 y 90 tiene vínculos y aprenden de ambas generaciones anteriores, retoman los espacios de sociabilidad y las antiguas prácticas de la MBTV.[5]

## Características
La Música de la Bohemia Tradicional de Valparaíso es una manifestación artística musical asociada a dinámicas sociales y culturales características de la vida de la ciudad de Valparaíso, circunscrita en el plano de prácticas que habitual y comúnmente se han relacionado al ámbito bohemio. Son cultores de este patrimonio todos aquellos sujetos, actores o individuos que participan directamente de la manifestación de la Música de la Bohemia Tradicional de Valparaíso mediante su producción y reproducción artística musical.

### Espacios de Expresión
- Café Hisperia
- El Cinzano
- El Molinon
- El Rincón de las guitarras
- La Isla de la Fantasía
- La Quinta de los Nuñez
- Liberty
- Mercado El Cardonal

### Cultores Individuales

#### Generación emblemática
- Lucinda "Lucy" Briceño
- Ramón "Huaso" Alvarado
- César Olivares
- "Tío" Elías Zamora
- José "Pollito" González
- Juan "Juanin" Navarro